# George Larner

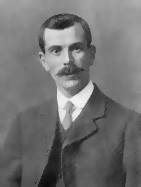
George Larner

George Larner (George Edward Larner; * 7. März 1875 in Langley, Buckinghamshire, heute Berkshire; † 4. März 1949 in Brighton) war ein britischer Geher. 
Erst mit 28 Jahren fand er zum Gehsport. In drei Jahren gewann er vier Meistertitel und stellte neun Weltrekorde auf. 1906 trat er zurück, um sich seinem Beruf als Polizist in Brighton zu widmen. Der Polizeichef gab ihm aber für die Vorbereitung und die Teilnahme an den Olympischen Spielen 1908 in London frei.
Dort gewann er zwei Goldmedaillen. Im 3500-Meter-Bahngehen gewann Larner den ersten Vorkampf in 15:32 Minuten. Im Finale steigerte er sich auf 14:55,0 min und gewann vor seinem Landsmann Ernest Webb. Im 10-Meilen-Gehen auf der Bahn gewann Larner seinen Vorkampf in 1:18:19 Stunden. Im Finale stellte er mit 1:15:57 h einen Weltrekord auf und gewann erneut vor Webb.
Nach den Spielen 1908 trat Larner erneut zurück, versuchte 1911 noch ein Comeback, brach dieses aber vor den Olympischen Spielen 1912 ab. George Larner war danach lange Jahre als Gehrichter tätig. Einige seiner britischen Rekorde waren noch gültig, als er 1949 starb.